# 湯津上村
湯津上村（ゆづかみむら）は、栃木県那須郡にあった村である。大田原市への通勤率は18.1%（平成12年国勢調査）。1889年4月1日の町村制導入以来一度も合併したことのない村であった（ただし、境界変更したことはあった）が、2005年10月1日、隣接する黒羽町と共に大田原市に編入され廃止した。
主な観光地としては「大野放牧場」「栃木県なかがわ水遊園」などが存在する。「栃木県なかがわ水遊園」では絶滅危惧種であるミツバヤツメといった珍しい水中動物を飼育している。

## 地理
那珂川、箒川、蛇尾川といった清流が存在する。平成14年において農地の3/4以上が水田であり、主な産業は農業である。

## 歴史

### 沿革
- 1889年（明治22年）4月1日 町村制施行により湯津上村が発足。
- 1989年（平成元年）12月1日 那須郡小川町と境界変更。
- 1992年（平成4年）7月1日 那須郡黒羽町と境界変更。
- 2005年（平成17年）10月1日 大田原市に編入され廃止。

## 行政
- 湯津上村長

| 代 | 氏名       | 就任           | 退任           | 備考       |
| -- | ---------- | -------------- | -------------- | ---------- |
| 1  | 鈴木章四郎 | 1889年5月      | 1889年12月     |            |
| 2  | 大野佐平太 | 1889年12月     | 1890年8月      |            |
| 3  | 蜂巣伊造   | 1890年8月      | 1890年8月      | 辞退       |
| 4  | 永山秀夫   | 1890年12月     | 1892年1月      |            |
| 5  | 杉井学時   | 1892年1月      | 1920年3月      |            |
| 6  | 永山秀夫   | 1921年4月      | 1923年10月28日 | 在任中死去 |
| 7  | 吉成三五郎 | 1923年12月     | 1929年2月      |            |
| 8  | 遅沢清六郎 | 1929年5月22日  | 1930年11月21日 | 在任中死去 |
| 9  | 秋本栄三郎 | 1930年12月27日 | 1937年9月6日   | 在任中死去 |
| 10 | 増山稲麻   | 1938年1月8日   | 1946年5月      |            |
| 11 | 植竹斐     | 1946年6月25日  | 1951年3月29日  | 在任中死去 |
| 12 | 菊地啓重   | 1951年4月30日  | 1955年4月29日  |            |
| 13 | 増山稲麻   | 1955年4月30日  | 1959年4月29日  |            |
| 14 | 江崎博夫   | 1959年4月30日  | 1975年4月29日  |            |
| 15 | 谷国夫     | 1975年4月30日  | 1979年4月29日  |            |
| 16 | 花塚直茂   | 1979年4月30日  | 1991年4月29日  |            |
| 17 | 吉成義雄   | 1991年4月30日  | 2005年9月30日  |            |

- 出典:『湯津上村誌』, p. 561、『栃木県町村会七十年史』, p. 521、『栃木県歴史人物事典』, p. 689

## 教育
小学校
- 湯津上村立佐良土小学校
- 湯津上村立湯津上小学校
- 湯津上村立蛭田小学校

中学校
- 湯津上村立湯津上中学校

## 交通

### 鉄道
- 東野鉄道（1968年廃止、黒羽 - 那須小川間は1939年廃止）
  - 狭原駅 - 湯津上駅 - 笠石前駅 - 佐良土駅